# 두여회

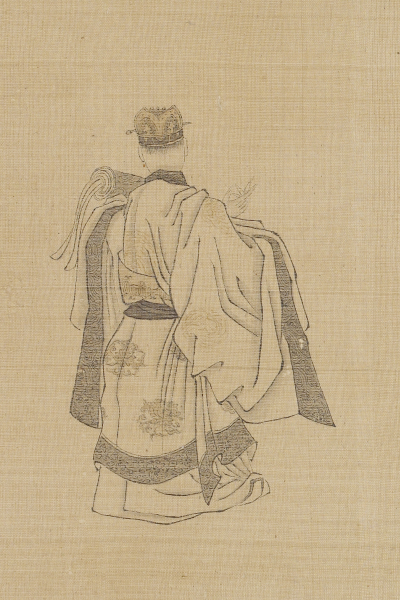
두여회

두여회(杜如晦, 585년 ~ 630년)는 당 초기의 명재상이다. 자는 극명(克明)이다. 경조두릉(京兆杜陵) 출생으로 대대로 벼슬을 하던 관료 집안 출신으로, 수나라 때 현위(縣尉)까지 벼슬을 한 후 초야에 묻혀 지내다가, 당 고조가 장안을 평정하자 진왕부병참군(秦王府兵參軍)으로 태종의 휘하에 들어갔다. 문학관(文學館) 18학사의 한 사람으로 방현령에게 재능을 인정받아 태종 즉위 후에는 요직을 거쳐 채국공(蔡國公)에 봉해졌다. 626년 장손무기 등과 현무문의 변을 획책하여 태종의 지위를 안정케 하고, 병부상서(兵部尙書)에 발탁되어 629년 상서우복야(上書右僕射)가 되었다. 태종의 신임이 두터워 현령, 위징과 함께 당조의 기반인 대각(臺閣)의 규모, 전장문물(典章文物)의 제정을 맡아 명신(名臣)으로서 당의 법률제도의 인사행정을 정비하여 정관의 치를 구축하였다.

## 참고 자료
- 이 문서에는 다음커뮤니케이션(현 카카오)에서 GFDL 또는 CC-SA 라이선스로 배포한 글로벌 세계대백과사전의 내용을 기초로 작성된 글이 포함되어 있습니다.